# 克羅埃西亞歷史
克罗地亚首先出现在历史上是8世纪，以大公国形式存在。10世纪成为一个王国。

## 早期
自史前時代起克羅埃西亞就有人類居住。
迄今已發現尼安德塔人於舊石器時代中期的化石。以克拉皮納出土的最具代表性。
數座新石器與紅銅時代遺址，如斯塔塞佛、福塞多爾與巴登文化等都發現於北部河谷一帶。
鐵器時代，伊利裡亞人和凱爾特人也相繼進入，形成拉登文化。
前8世紀，希臘人開始向黑海、地中海、亞得里亞海沿岸殖民，最早的殖民地於伊利里亞人與利伯尼亞人居住的科爾丘拉島、赫瓦爾島、維斯島等地建立起來。

### 罗马行省
达尔马提亚是伊利里亚王国的北部。
自公元前4世纪至公元前220年代的伊利里亚战争。
前168年，羅馬征服該地區，建立保护地。
9年，羅馬帝國征服克羅埃西亞全境，設立「伊利里庫姆省」。10年，伊利里亞行省被分割為達爾馬提亞和潘諾尼亞。
羅馬統治期間建設大量道路來供軍隊防禦，橫貫巴爾幹半島、連結黑海與愛琴海，帶來諸多羅馬文化。
305年，戴克里先退位，在斯普利特建立豪華的宮殿。羅馬衰弱後，此地區相繼由匈奴人、東哥德人、以及拜占庭帝國征服。
395年，羅馬分裂，克羅埃西亞劃入西羅馬。476年，西羅馬滅亡，東哥德人入侵，建立東哥德王國，後被東羅馬所滅。

## 中世纪

### 克罗地亚
7世紀，斯拉夫人進入此地區，並接受拉丁文化，成為克羅地亞人。9世紀，改信天主教。
768至814年，法蘭克王國征服巴爾幹半島，克羅地亞也被納為其藩屬國，後成立兩個公國——潘諾尼亞與達爾馬提亞。
隨著法蘭克王國越衰微，克羅地亞越趨於獨立，
845年，米斯拉夫大公退位，法蘭克的統治權也隨之喪失殆盡。845至864年，特爾皮米爾大公使克羅地亞從公國轉為實質的封建制國家，雖承認法蘭克王國的地位，但大公擁有完整的統治權。852年，官方憲章中首次使用「克羅埃西亞」。
法蘭克沒落後，拜占庭再度征服克羅地亞，人民對於依從拜占庭的大公之子茲德斯拉夫十分不滿，隨後爆發動亂，茲德斯拉夫被趕下台，拜占庭的影響力也從此消失。
879年，布拉尼米爾公爵上台，並擁有教宗若望八世的支持，克羅地亞從此受外國承認主權，布拉尼米爾也成為第一位克羅地亞出身的統治者，「克羅地亞的領袖」（Dux Croatorum）。
910年，托米斯拉夫登基，統治期間，克羅地亞取得達爾馬提亞和潘諾尼亞的統治權，並擊潰馬扎爾人和保加利亞人的入侵。

### 克罗地亚王国（925－1102年）

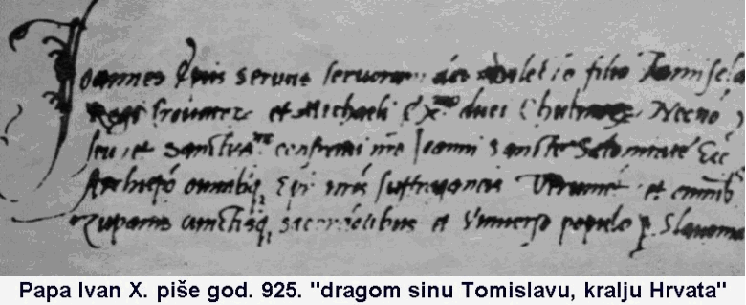
教宗若望十世於925年致函托米斯拉夫一封信件的部分。這封來源不清楚的信中以王（rex）提及托米斯拉夫。

925年，在一封來源不清楚的教宗若望十世致函托米斯拉夫信件中，托米斯拉夫加冕為第一位克羅埃西亞王，克羅埃西亞也就此從公國轉為王國。
11世紀下半，王國在佩塔爾·克雷希米爾四世與狄米特流斯·茲沃尼米爾的統治下達到頂峰。茲沃尼米爾後被人所暗殺，由斯捷潘二世繼任王位。
1091年，斯捷潘二世逝世後，特爾皮米爾王朝終結。

### 匈牙利（1102－1527年）
1102年，克羅埃西亞與匈牙利簽訂條約，同意讓匈牙利王卡爾曼一世擔任克羅埃西亞君主，自此克羅埃西亞即成為匈牙利的一部分。
12到16世紀，克羅地亞王國受匈牙利王指派的總督與克羅地亞議會所管理。
1409年，匈牙利把克羅埃西亞的沿海地區達爾馬提亞賣給威尼斯共和國。1428年，威尼斯已獲得達爾馬提亞大部分地區的控制權，除受鄂圖曼保護的杜布羅夫尼克外。1463年，鄂圖曼征服波士尼亞全境，與克羅地亞相接，後對其發動戰爭。
鄂圖曼於1493年的克爾巴瓦原野戰役與1526年的摩哈赤戰役中徹底打敗克匈聯軍。
1526年，鄂圖曼帝國軍隊北上歐洲，在莫哈奇戰役（Mohacs）擊敗匈牙利，匈牙利雅蓋洛王朝（Jagiellon）隨之崩潰，匈牙利大部分地區由鄂圖曼所兼併。匈牙利剩餘地區由奧地利哈布斯堡接管。1527年，拉約什二世死於摩哈赤。
另外加冕成为克罗地亚国王的形式逐渐结束。最后的一任国王是查理一世。此后，克罗地亚因为有一个单独的加冕仪式而感到满足。洛约什一世的统治时期被认为是克罗地亚中世纪的黄金时期。

## 近代

### 哈布斯堡（1527－1918年）
1529年，克羅地亞貴族議會宣佈歸順奧地利哈布斯堡，承認斐迪南一世為新的統治者，作為交換，斐迪南一世必須對抗鄂圖曼，同時要尊重克羅地亞人的政治權益。
1538年，奧地利將克羅地亞一分為二，分作平民區與駐軍區，後者由政府派遣的軍事長官控制，協助奧軍。1593年，鄂圖曼在錫薩克戰役中敗於克羅地亞。
1667至1698年，「大土耳其戰爭」期間，奧軍收復斯拉沃尼亞和大部分克羅地亞領土，僅剩波士尼亞仍在鄂圖曼控制之下，造成現今兩國的邊界劃分。
戰爭對克羅地亞的人口結構造成強烈的衝擊，許多克羅地亞人移民到奧地利，布爾根蘭州的克羅地亞人即是當時移民者的後裔。
為取代移民的克羅地亞人，哈布斯堡呼籲波士尼亞和塞爾維亞的東正教徒移入駐軍區。
1737至1739年，塞爾維亞人遷入克羅地亞達到最高峰。在鄂圖曼撤軍後，居民並未離去，成為日後國內的塞族聚集地——克拉伊納。1789年，法國大革命爆發，隨後拿破崙崛起、向外擴張，奧地利參與反法戰爭。
1805年，第三次反法同盟戰爭中奧地利被法國打敗，割讓部份伊斯特里亞、達爾馬提亞予法。拿破崙將之併入其從屬國意大利王國，引入法國法律進行改革，取消貴族特權、納稅平等、促進教育。1809年，第五次反法同盟戰爭爆發，奧軍再度戰敗，拿破崙取得整個伊斯特拉、薩瓦河右岸到烏納河之間的克羅地亞地區，設置伊利里亞省控制其領土，用於封鎖中歐透過亞得里亞海和英國之間的聯繫。1813年，法軍已江河日下，奧軍重新佔領伊利里亞省，維也納會議後再併回奧地利，並建立達爾馬提亞王國，將沿海地區重新劃給克羅地亞王國統治，兩者皆臣服於哈布斯堡的統治之下。
19世紀初，經歷過拿破崙的征服，及後哈布斯堡逐漸收復匈牙利的領土，克羅埃西亞和達爾馬提亞皆由哈布斯堡所取得。
1830與1840年代，浪漫民族主義盛行，令克羅地亞民族主義重新復甦，催生統一帝國內南斯拉夫民族的「伊利里亞運動」，並透過克羅地亞著作和文化的傳播，使克羅地亞語成為一種標準語言，用以對抗匈牙利語。
1848年，匈牙利爆發革命，克羅地亞人選擇與奧地利站在同一陣線，並於1849年一同打敗匈軍，隨後，克羅地亞進入日耳曼化時期。
1860年代，奧地利由於政治上的疲弱，被迫通過「奧匈折衷方案」來與匈牙利王國成立二元帝國——「奧匈帝國」，其中克羅地亞劃給匈牙利管理，
1868年，根據《克羅地亞匈牙利妥協協議》，克羅地亞王國和斯拉沃尼亞再度統一，達爾馬提亞王國則由奧地利控制，里耶卡則保持著獨立狀態。在奧匈帝國根據《柏林條約》吞併波赫兩省後，駐軍區也跟著被廢除，
1881年，根據《克羅地亞—匈牙利協議》，駐軍區回歸克羅地亞控制。奧匈帝國內部以法蘭茲·斐迪南大公為首推行將國家改為實質聯邦制的構想，克羅地亞也將成為其中一個聯邦單位，但這些努力隨著斐迪南大公遇刺身亡和第一次世界大戰爆發而終止。

### 南斯拉夫王国（1918－1945年）
1914年夏，第一次世界大戰爆發，奧匈帝國動員的700萬軍隊中有50萬克羅地亞人，後者曾在西線、意大利、巴爾幹和東線作戰，付出137,000名士兵、109,000名平民死亡的損失，包括戰事的傷亡、各種流行病與飢荒。
戰後，奧匈帝國崩潰。
1918年10月29日，克羅地亞議會宣佈自奧匈帝國獨立，並成立為斯洛文尼亞人-克羅地亞人和塞爾維亞人國的一部分。12月4日，該國與塞爾維亞王國建立聯盟，後改建為塞爾維亞人、克羅地亞人和斯洛維尼亞人王國。
不過，在王國中的塞爾維亞人推行大塞爾維亞主義，從政府機關到宗教部門，克羅地亞人都受到歧視與排擠。
1921年，《維多夫丹憲法》通過，實施中央集權體制、不承認南斯拉夫存在不同的民族，取消克羅地亞人的自治權，受到長久以來提倡施行聯邦制的克羅地亞人和斯洛維尼亞人的反對，其中反對最大力的是斯捷潘·拉迪奇領導的克羅埃西亞農民黨。
1928年6月20日，塞爾維亞議員在國民議會上對拉迪奇開槍射殺，令克羅地亞人和政府的關係更為緊張，引爆薩格勒布的學生、工人、市民大規模示威遊行，在與警察衝突的過程中又有三名學生被打死，場面更為混亂。1929年1月6日，王國攝政亞歷山大一世發動政變，廢除憲法、解散國民議會、取消所有政黨，建立獨裁統治，鎮壓衝突。
1929年，王國更名為南斯拉夫。政府的獨裁統治令克羅地亞人強烈不滿，權利黨主席安特·帕韋利奇認定透過談判無法達成目標，需以武裝鬥爭的方式來建立一個獨立的克羅地亞，便輾轉於他國取得物質支援，建立非法極端民族主義組織——克羅地亞護國軍（後改名為「烏斯塔沙」），在當局鐵腕鎮壓後，烏斯塔沙旋即逃往外國，潛伏等待時機。
1931年，頒布新憲法，亞歷山大的獨裁終止，該法再度宣布南斯拉夫只存在一種民族的說法，並以此讓國家組織由單一民族掌握合法化，同時也將國名自「塞爾維亞人、克羅地亞人和斯洛維尼亞人王國」改為「南斯拉夫王國」。繼承拉迪奇黨主席職位的弗拉特科·馬切克也繼續領導農民黨，提倡南斯拉夫聯邦化，經過長期的協商，南斯拉夫首相拉吉沙·茲韋特科維奇與馬切克達成協議。
1939年8月27日，簽署《茲韋特科維奇–馬切克協議》，允許建立擁有高度自治權益的克羅地亞省。南斯拉夫中央政府保留控制國防、國內治安、外交、貿易和運輸的權力，其餘事務都交給克羅地亞的議會處置。

### 第二次世界大战（1941－1945年）
1941年4月，南斯拉夫被捲入第二次世界大戰，德國與意大利干預巴爾干半島，隨後聯合盟友匈牙利及保加利亞進攻南斯拉夫，支解後，克羅地亞、波士尼亞和斯雷姆等地被組成服從納粹德國和意大利的傀儡政權——克羅地亞獨立國。其中意大利王國迫使克羅地亞簽署條約割讓部份的達爾馬提亞，匈牙利也取得巴蘭尼亞的北克羅埃西亞與梅吉穆列縣等土地，保加利亞則分得馬其頓大部份領土。
克羅地亞領導人帕韋利奇與其領導的法西斯組織烏斯塔沙接掌獨立國的控制權，實施恐怖統治，對猶太人展開迫害、將塞爾維亞人與羅姆人關押到集中營進行種族清洗式的屠殺（尤其著名者為雅瑟諾瓦和斯塔拉·格拉迪斯卡集中營）。據估計，克羅地亞在戰前有著39,000名猶太人定居，戰後僅9,000人倖存，多已被當局或德軍殺害，要不就是被驅趕到德國。軸心軍佔領後不久，南國境內出現抵抗運動，分別在德國、保加利亞佔領區及意大利佔領區，其中克羅地亞獨立國境內最多。1941年6月22日，「第1錫薩克游擊支隊」於克羅地亞的錫薩克一地成軍，為德軍在南斯拉夫、乃至歐洲佔領區第一支反法西斯抵抗運動軍事單位，這一天後來成為克羅地亞的「反法西斯戰爭紀念日」。日後出現由克羅地亞人約瑟普·布羅茲·鐵托所領導的共產黨多民族反抗軍——「南斯拉夫人民解放軍」。這支部隊在戰火中迅速成長，後來在1943年12月的德黑蘭會議中獲得同盟國的承認。得到盟軍的裝備、後勤、訓練、空中力量的支持與蘇軍的協助，人民解放軍同後者於1944年發動貝爾格勒攻勢，打敗德軍，控制南斯拉夫全境，並在1945年5月推進到奧地利地區和意大利國界，後於「布雷堡遣返事件」中屠殺數千名烏斯塔沙戰俘和克羅地亞難民。
1942年11月26日，為決定戰後南斯拉夫命運，南斯拉夫共產黨與其餘反抗勢力組成「南斯拉夫反法西斯人民解放委員會」，得到戰後以民族平等為基礎上的聯邦制國家之共識，也因此在第一次會議結束後，各地區之民族創建各自的「反法西斯人民解放委員會」，克羅地亞為最早建立該會的地區。
1943年6月13日，「克羅地亞反法西斯人民解放委員會」誕生，宣稱成為克羅地亞人民的最高政治機構。
1945年4月14日，克羅地亞民族政府成立，大部分成員為共產黨人。5月8日，人民解放軍開進獨立國首都薩格勒布，宣佈克羅地亞獨立國滅亡。
總計下來，共約有47萬克羅地亞人參加人民解放戰爭，其中有23萬人配有武裝。至少有50萬塞爾維亞人在二次大戰中被獨立國的烏斯塔沙所殺，而克羅地亞人（包括武裝反法西斯或是與軸心國合作者）也有約20萬人死亡。

### 南斯拉夫社会主义（1945－1991年）
二次大戰結束後，克羅地亞以社會主義共和國的身份加入「南斯拉夫聯邦人民共和國」，再度成為南斯拉夫的一部分，由「克羅埃西亞共產主義者聯盟」主政，實行一黨專制，鐵托為國家最高領導人。然而自從蘇聯與南斯拉夫交惡後，原仿效蘇聯體制的南斯拉夫一改原有的中央集權政府結構，開始積極將權力下放，經濟也走上頗富彈性和積極性的「工人自治」模式，也因為如此，在1953至1963年，與其他地區一樣，歷經一段平穩發展的時期。
然而隨著時間的推移，社會出現中央與地方的利益矛盾，而後更是升級為民族問題，克羅地亞人和聯邦內人口最多的塞爾維亞人也因為二戰彼此的迫害而存在著仇視，廣佈於經濟、宗教、文化等層面，也因此要求更大的自主權。聯邦採取的應對方式是以「分裂國家」之名拒絕克羅地亞人的要求，相關人員也遭到懲處，更加深克羅地亞人的不滿，部份激進者甚至發起恐怖行動。
1971年，發生「克羅地亞之春」事件，三萬多名大學生罷課，要求聯邦修憲、允許克羅地亞擁有自己的軍隊和支配其經濟的權力，而聯邦政府以鎮壓方式處理，黨內高層遭到清洗，多名參加者被捕入獄、開除出黨。即使如此，鐵托為安撫情勢，在1974年發布新憲法，允許各共和國更多的自治權，這一定程度上也達到「克羅地西亞之春」運動的目標，也為後來克羅地亞脫離聯邦獨立提供法源依據。
1980年代後期，克羅埃西亞的政治局勢日趨緊張，克羅埃西亞人和塞爾維亞人之間的矛盾不斷升溫。1980年代，聯邦內長期累積的各種弊端接連爆發，不但先後遭逢嚴重的經濟危機和科索沃動亂，80年代末又發生東歐民主化革命，塞克兩民族各持不同態度應對，克羅地亞要求獨立作主、脫離聯邦，並採取撤回聯邦軍隊的部份克人、停繳政府預算、示威等行動，而塞爾維亞則提倡維持聯邦的統一性，要求聯邦收回下放給各共和國的權力。
1980年5月4日，威望崇高的狄托去世後，政府對局勢逐漸喪失控制力。
1990年1月，南聯邦執政黨「南斯拉夫共產主義者聯盟」召開會議，克羅地亞正式要求重組聯邦，將政體改為一個各共和國間更為鬆散的聯邦，但遭到塞爾維亞、黑山、馬其頓的反對，克羅地亞代表因而宣佈無限期退出代表大會。1990年，克羅地亞舉行首次的多黨選舉，強硬主張獨立的弗拉尼奧·圖季曼獲勝，主張自治的克羅埃西亞民主聯盟的勝利更加激化民族之間的矛盾，提高局勢的緊張。
克羅地亞境內的塞爾維亞人認為自己將淪為同當年二次大戰的烏斯塔沙迫害的對象，因而選擇離開克羅地亞議會，宣稱將自組「塞爾維亞克拉伊納共和國」、脫離克羅地亞而獨立。

## 現代

### 克羅地亞共和國（1991年至今）
1991年5月19日，時任克羅地亞總統的圖季曼舉行獨立公投。在克羅地亞國內少數塞族人的抵制下，除克羅地亞人極力贊成獨立外、克羅地亞國內絕大部分的阿爾巴尼亞人、波斯尼亞人及斯洛文尼亞人族群也投票支持克羅地亞脫離塞族人領導的南斯拉夫獨立，並以絕對優勢勝出。
1991年6月，克羅地亞正式宣佈從南聯邦獨立，其法律效力自同年10月8日起生效。
6月25日，克羅地亞與斯洛文尼亞共同宣佈脫離南斯拉夫獨立。克塞二族之間立即爆發流血衝突。美國、歐盟等多方進行調停亦無果。
1991年12月19日，克羅地亞國內塞族人正式成立塞爾維亞克拉伊納共和國，該共和國控制克羅地亞與波黑邊境的塞族人口佔大多數的地區。
獨立宣言後，南斯拉夫人民軍及塞族的準軍事部隊與克國部隊的武裝衝突逐漸升級，最終在1991年末引爆克羅地亞的獨立戰爭。戰爭爆發後，克羅地亞當局控制的實際領土僅原有的三分之二。
1992年1月15日，歐洲經濟共同體承認獨立。1992年5月22日，聯合國接納克羅地亞為成員國。在聯合國調停介入下，境內的戰事逐漸平息，但克羅地亞政府與塞族獨立政權的問題一直無法解決。
1995年8月，為鞏固獨立成果與結束戰爭，克羅地亞政府軍發起風暴行動佔領塞族共和國大部分地區，迅速瓦解「塞爾維亞克拉伊納共和國」政權，結束其境內的軍事對抗。1995年11月，簽訂《阿爾杜特協議》。12月，又簽訂《代頓協議》，結束與聯邦軍在原南斯拉夫其他地區的戰事，收復大部分的失地，衝突正式結束。
1998年1月15日，聯合國駐克羅地亞行政當局將權力正式移交克羅地亞政府。1998年，所有克羅地亞國內被塞族佔領地區(例如位於達爾瑪提亞的內陸城市克寧)重歸克羅地亞，全國統一。
獨立戰爭結束後，圖季曼以將克國建設成現代化歐洲國家為目標展開轉型，包括與前南斯拉夫共和國關係逐步正常化、爭取加入北大西洋公約組織和歐洲聯盟、權力融入中歐的經濟和文明體制，卻遭逢一系列的障礙，不僅在私有化過程有大量腐敗案件，又受到外國金融危機和科索沃戰爭的影響，國內經濟大幅衰退，在國際上也呈現半孤立狀態，人民因而對執政長達十年的「克羅地亞民主聯盟」漸感失望。
1999年12月10日，圖季曼因病去世，克羅地亞民主聯盟的時代已跟著結束。
2000年初，斯捷潘·梅西奇總統與伊維查·拉昌總理成立中間偏左的新政權。梅西奇承襲圖季曼的外交政策，但在國內進行大刀闊斧的改革，嚴查貪污腐敗、消除官僚主義、解決失業問題，提供外國一個安全可靠的投資環境，克羅地亞的經濟因而快速成長，於2002年增長率達5.2％，為歐洲國家中速度最快的一個。
近年克羅地亞經濟迅速復甦，人均國民生產總值更追上部分西歐國家(例如意大利和葡萄牙)。
2000年11月30日，加入世界貿易組織。
2009年4月，與阿爾巴尼亞共同加入北約。2013年7月1日，加入歐盟。2023年1月1日，加入申根区和欧元区